# Religião na República Dominicana
Os vários tipos de religião na República Dominicana vêm crescendo e se modificando. Historicamente, o Catolicismo dominou as práticas religiosas do país. No entanto, nas últimas décadas, o Protestantismo e grupos não-cristãos, como os judeus e muçulmanos, têm experimentado um forte crescimento em adeptos.

## Catolicismo
Ainda que existam vários tipos diferentes de religião praticados na República Dominicana, o Catolicismo Romano é a religião oficial, sancionada pelo Estado, na ilha. Cerca de 75% da população ainda o pratica, apesar de os números terem caído nos últimos anos. O Catolicismo estabeleceu-se na ilha por uma concordata com o Vaticano e, no fim da década de 1980, a Igreja Católica da República Dominicana consistia de 
- 1 arquidiocese;
- 12 dioceses;
- 250 paróquias;
- mais de 500 cleros.

A Igreja Católica influencia muitas facetas da vida na República Dominicana, incluindo ligações fortes com o governo e o sisema educacional do país, apesar de problemas no passado com Rafael Leónidas Trujillo. As escolas públicas são obrigadas a incluir a Bíblia como parte de seu currículo. Escolas particulares não são sujeitas a esta lei, que não é fortemente implementada.
A influência da Igreja Católica também afeta as leis matrimoniais. Somente casamentos realizados em cerimônias católicas são reconhecidos pela lei. Os outros únicos casamentos legalmente reconhecidos pelo governo do país são as uniões civis não-religiosas, que podem ser realizadas fora da Igreja Católica.

## Protestantismo
Durante a década de 1820, protestantes migraram para a República Dominicana oriundos dos Estados Unidos da América. Protestantes do Caribe chegaram na ilha no fim do século XIX e início do XX e, por volta de 1920, várias organizações protestantes já haviam sido estabelecidas por todo o país, adicionando diversidade à religiosidade do país.
Muitos dos grupos protestantes na República Dominicana tinham conexões com organizações nos Estados Unidos, incluindo grupos evangélicos como Assembleia de Deus, Igreja Evangélica Dominicana e Adventistas do Sétimo Dia. Os Adventistas do Sétimo Dia possuem mais de 400 mil membros no país e figura como uma das maiores denominações cristãs atualmente presentes na República Dominicana. Tais grupos dominaram o movimento prostestante na primeira parte do século XX mas, nas décadas de 1960 e de 1970,  igrejas pentecostais tiveram notável crescimento.  Grupos protestantes ativos na República Dominicana agora incluem:
- Adventistas do Sétimo Dia
- Assembléia de Deus
- Congregação Cristã na República Dominicana (coligada a Congregação Cristã no Brasil)
- Igreja de Deus
- Igreja Batista
- Igreja Pentecostal

Missionários, anglicanos, mórmons, testemunhas de Jeová e menonitas também viajam pela ilha.

## Religiões afro-caribenhas
De todas as religiões praticadas na República Dominicana, as religiões negras do Caribe são as mais ocultas. Escravos africanos praticavam suas crenças usando santos católicos e suas imagens como artifício para esconder e proteger seu culto. Isso deu origem à Santeria e ao Vodu.
Ainda que a República Dominicana tenha liberdade de culto assegurada e os cidadãos sejam livres para praticar o que desejarem, a maioria dos nativos da ilha acreditavam que as religiões negras eram pagãs e, consequentemente, inaceitáveis. O número de pessoas que pratica Vodu ou Santeria é, portanto, indeterminado, já que tais cultos são escondidos da Igreja Católica.

## Outras religiões
O Islão e o Judaísmo têm se desenvolvido bastante na República Dominicana. O recente término da construção de uma mesquita em Santo Domingo mostra mudanças na importância da diversidade religiosa no país, que possui também uma sinagoga na mesma cidade. O Budismo e Hinduísmo apresentam também expansão no número de adeptos.